# Dolores Costello
Dolores Costello (Pittsburgh, 17 de Setembro de 1903 – Fallbrook, 1 de Março de 1979) foi uma atriz de cinema dos Estados Unidos.

## Biografia
Filha do ator de cinema mudo Maurice Costello, e de Mae Costello, é irmã da também atriz Helene Costello, tia do roteirista Deidre Le Blanc, avó dos atores John Blyth Barrymore  e também da atriz Drew Barrymore

## Carreira
Seu pai estreou no cinema em 1908, naquela época ele considerado o ídolo mais popular, logo depois Dolores e sua irmã Helene estrelaram em 1911 como atrizes infantis de Vitagraph, Ambas interpretaram papéis secundários, em 1924 Dolores e sua irmã estrelaram na Broadway juntas, com a apresentação elas fecharam contrato com a Warner Bros. Em 1926, estrelou o seu primeiro filme mudo The Third Degree, logo em seguida veio o filme The Little Irish Girl, Bride of the Storm, Mannequin. No mesmo ano, Dolores estreou o filme The Sea Beast contracenando com o ator John Barrymore, durante as filmagens, em uma cena do beijo entre os atores, ela desmaia nos braços de John. Em 1927, Dolores é estrela dos filmes: The Collage Widow, The Heart of Maryland, Old San Francisco, A Million Bid, His Lady, e When a Man Loves contracenando novamente com Barrymore. Em 1928, estreia o filme Noah´s Ark no Brasil, A Arca de Noé estrelando ao lado de George O´Brien. No mesmo ano atuou no filme Tenderloin.
Em 1929, atua nos filmes The Redeeming Sin, The Madona Avenue, Heats in Exile e The Goddess of the Silver Screen. Em 1936, Dolores ainda continua trabalhando e atua no filme Little Lord Fauntelroy e 1942 atua no filme de Orson Welles The Magnificent Ambersons interpretando o papel Isabel Amberson.

## Vida pessoal

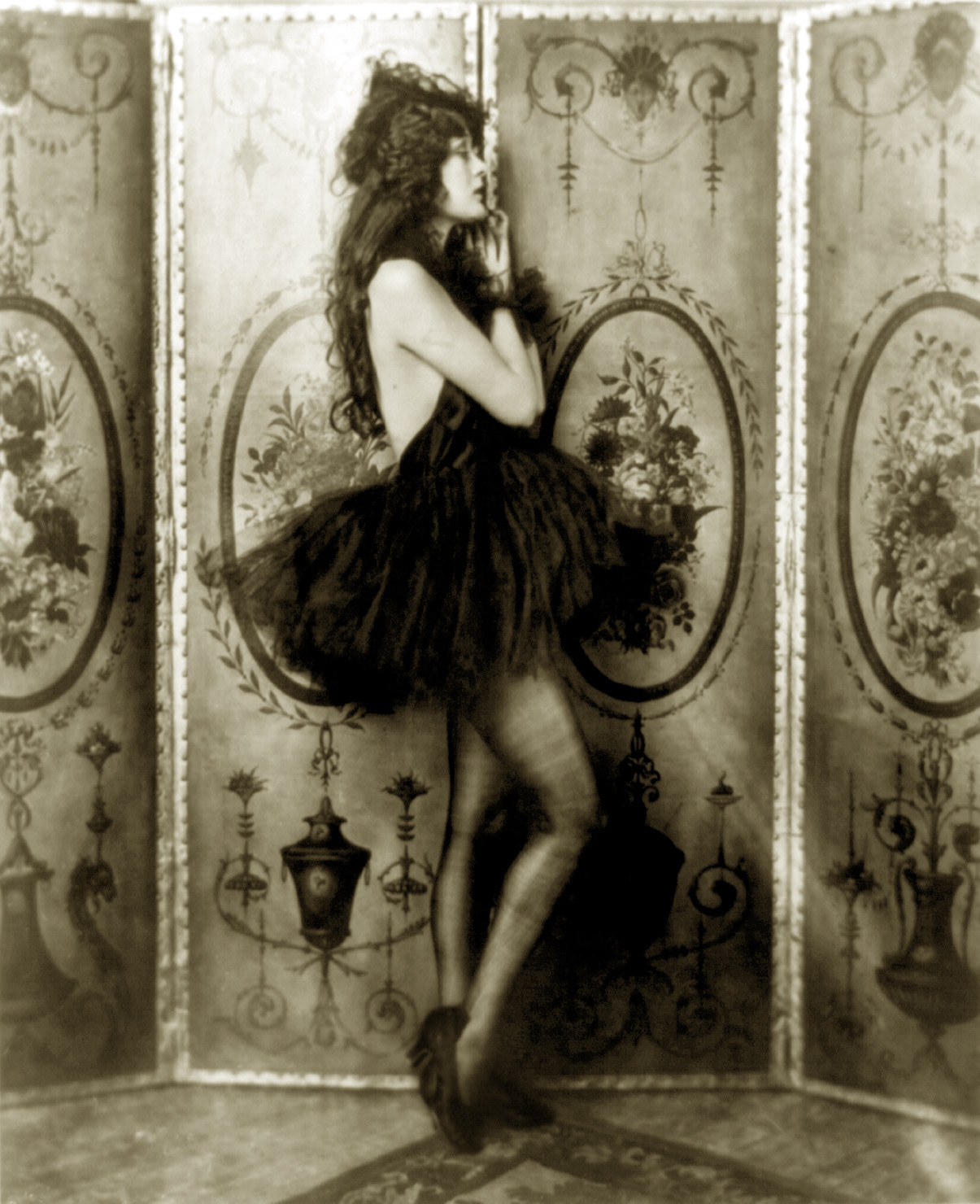
Dolores Costello durante seu tempo como menina Ziegfeld (1922–24), retrato de corpo inteiro.

Em 24 de janeiro de 1928, Dolores se casa com o ator John Barrymore, durante a sua lua de mel ela registrava momentos em seu diário...
'' Eu te amo nesta vida e eu adoro minha querida ... Tudo se resume ao fato de que eu amo minha Winkie"...
'' Minha querida e eu estamos casados três meses hoje e eu só espero que seja para todas as nossas vidas."...
Em 1931, nasceu sua primeira filha, Dolores Ethel Barrymore Mae conhecida como DeDe Barrymore e em 1932, nasce seu segundo filho John Barrymore Blythe Jr. mais tarde mudaria seu nome para John Drew Barrymore ele é pai da atriz Drew Barrymore.
Em 1935, Dolores e Barrymore se divorciam devido ao consumo excessivo de bebida por parte de Barrymore.
Em 1939, Dolores se casa novamente com o seu obstetra o Dr. John Vruwink, o casamento deles não gerou filhos, e se divorciaram em 1951.

## Fim da carreira e morte
Em 1943 devido a danos causados em sua pele durante os primeiros anos por causa da maquiagem, suas bochechas começam a se desintegrar e ela é forçada a ter uma aposentadoria precoce, ficou em reclusa em um rancho de abacate perto de San Diego, Fallbrook, Southern, Califórnia (EUA).
Em 1957, sua irmã Helene Costello falece de tuberculose, no mesmo ano, Dolores saiu da reclusão e foi fazer algumas entrevistas sobre sua vida com o ex-marido John Barrymore, Damned in Paradise: The Life of John Barrymore editada por John Kobler.
Em 1 de março de 1979 Dolores morreu em seu rancho em decorrência de um enfisema. Pouco antes de morrer John seu ex-marido havia dito que estava arrependido. Sepultada no Calvary Cemetery (Los Angeles).

## Curiosidades
Falou com a língua presa grave por volta de 1930. Quando substituía filmes mudos, ela trabalhou com um fonoaudiólogo por quase dois anos para se livrar de sua língua presa.
Além da avó da atriz Drew Barrymore, era avó também de Blyth Dolores Barrymore e Jessica Barrymore (ambas filhas de John), e Tony Barrymore (filho da DeDe)
O ator Lou Costello da dupla Abbout e Costello, tinha o nome de nascido Cristillo, mudou seu nome para Costello devido a sua admiração por Dolores.
Sua ascendência era irlandesa e alemã.